# Кайсаров, Паисий Сергеевич
Паи́сий Серге́евич Кайса́ров (1783—1844) — генерал от инфантерии, сенатор из рода Кайсаровых. Брат Андрея и Петра Сергеевичей.

## Биография
Паисий Кайсаров родился 23 мая 1783 года в Моршанском уезде Тамбовской губернии. Службу начал в 1797 году.  В русско-турецкой войне 1806—1812 года сражался в Молдавии и Валахии. В 1811—1812 годы являлся правителем канцелярии М. И. Кутузова. Неоднократно выполнял дипломатические поручения. 18 июля 1811 награждён орденом Святого Георгия 4-го класса № 1005
В воздаяние отличного мужества и храбрости, оказанных в сражении 22 июня против турецких войск пред Рущуком, где был усердным помощником главнокомандующему во время самого сражения и в управлении дел, касающихся по военным операциям армии.
 В 1812 был дежурным генералом армии. Осенью 1812 года определен начальником авангарда казачьего корпуса генерала М. И. Платова. Награждён 25 марта 1813 орденом Святого Георгия 3-й степени № 284 
В воздаяние отличнаго мужества и храбрости, оказанных в сражениях при преследовании французских войск от Малоярославца до Немана.
В 1813 стоял во главе летучего партизанского отряда. В 1814, командуя конным отрядом, Кайсаров обратил на себя внимание смелостью предпринимаемых рейдов и точностью доставляемых сведений. Именно ему союзники были обязаны получением важного известия о движении Наполеона к городу Арси-сюр-Об. Когда Платова вызвали на Главную квартиру, командовал всем казачьим корпусом.
В марте 1831 года он был назначен командующим 3-м пехотным корпусом, с частью которого действовал против поляков в южной части Люблинской губернии и держал в блокаде крепость Замостье. После этого, до самой смерти, Кайсаров командовал 5-м пехотным корпусом.
Паисий Сергеевич Кайсаров умер 27 февраля 1844 года. Похоронен в Киево-Печерской лавре, на монастырском кладбище около церкви Рождества Богородицы у Дальних пещер, могила сохранилась.
С 1962 года имя генерала Кайсарова носит одна из улиц города Киева.

## Семья
Жена (с 28 апреля 1815 года) — Варвара Яковлевна Ланская (17.02.1796—12.03.1875), фрейлина двора, дочь Якова Дмитриевича Ланского от второго его брака с Прасковьей Николаевной Лачиновой, урожденной княжной Долгоруковой; двоюродная сестра военного министра А. И. Чернышёва. За заслуги мужа 17 июля 1829 года была пожалован в кавалерственные дамы ордена Святой Екатерины (малого креста). По отзыву современника, Кайсарова была женщина эгоистичная, с самыми мелкими страстями, скупа, скучна, капризна и подозрительна, очень заботилась о своём здоровье и преувеличивала свои недуги, из-за чего предпочитала жить за границей. Живя в 1833 году в Неаполе, она выполнила для итальянского литератора Антонио Роккиджани «точный и изящный перевод французской прозой» поэмы Пушкина «Кавказский пленник», который Роккиджани переложил в итальянские стихи. Этот первый итальянский перевод «Кавказского пленника» был издан в Неаполе в 1834 году и был посвящен В. Я. Кайсаровой. Скончалась от остановки сердца в Париже, похоронена на кладбище Монпарнас. Дети:
- Ольга Пасиевна (28.11.1817[14]—?)
- Наталья Паисиевна (1819—1861?), фрейлина двора (07.09.1837), получила разностороннее и тщательное образование. Её гувернанткой была англичанка Клермонт, а уроки латинского и русского языков давал Н. М. Рожалин. 31 июля 1845 года в Париже вышла замуж за барона Густава Армановича[англ.] дю-Буа-де-Роман (1810—1871), близкого приятеля поэта Альфреда де Виньи, с которым он встречался в парижских гостиных и состоял в переписке. В 1860 году по ходатайству жены ему было дозволено присоединить к своей фамилии и гербу, фамилию и герб своей жены, и именоваться впредь, потомственно, бароном дю-Буа-де-Роман-Кайсаровым.
- Варвара Паисиевна (10.09.1820[15]—8.03.1821), умерла в Митаве 6 месяцев от роду[16].

- 21 апреля 1791 года — вступил в службу сержантом, в л.-гв. Преображенский полк.
- 22 января 1797 года — произведён в прапорщики, на четырнадцатом году от роду.
- 6 мая 1798 года переведён в Ярославский пехотный полк, определён плац-адъютантом в Москву.
- 5 октября 1798 года — произведён в подпоручики.
- 19 сентября 1800 года — в поручики.
- 12 января 1803 года — штабс-капитаном.
- 9 января 1805 года — по собственному желанию уволен от службы; определён тогда же в департамент Министерства коммерции, по иностранной части.
- 14 августа 1805 года — принят в Изюмский гусарский полк штабс-ротмистром и определён адъютантом к Голенищеву-Кутузову, находившемуся в то время в С.-Петербурге.
- 30 января 1806 года — за оказанное в сражениях отличие во время кампании 1805 года переведён в л.-гв Семёновский полк поручиком.
- 11 декабря 1807 года — произведён в штабс-капитаны.
- 2 июня 1809 года — капитаном.
- 5 октября 1811 года — полковником.
- 26 августа 1812 года — генерал-майором.
- 5 октября 1812 года — назначен шефом Севастопольского пехотного полка.
- 11 октября 1815 года — командиром 2-й бригады 23-й пехотной дивизии.
- 6 апреля 1819 года — начальником штаба 1-го пехотного корпуса.
- 22 апреля 1819 года — переведён в свиту Его Императорского Величества по квартирмейстерской части.
- 20 сентября 1820 года — назначен начальником 14-й пехотной дивизии.
- 1 января 1826 года — произведён в генерал-лейтенанты.
- 6 декабря 1826 года — назначен сенатором.
- 22 марта 1829 года — состоя по армии, назначен на должность начальника главного штаба по армии
- 29 марта 1829 года — переведён в генеральный штаб.
- 13 марта 1831 года — назначен командующим 3-м пехотным корпусом
- 6 октября 1831 года — назначен командиром 5-го пехотного корпуса.
- 8 декабря 1833 года — произведён в генералы от инфантерии.
- 12 мая 1835 года — назначен командиром 4-го пехотного корпуса.
- 5 июня 1838 года — награждён орденом Св. Владимира 1 ст.
- 25 октября 1842 года — высочайшим приказом уволен в отпуск для излечения болезни.
- 14 марта 1844 года — высочайшим приказом исключён из списков умершим.

В походах был:
- 1805 год — при Кремсе и Аустерлице, где получил сильную контузию от ядра;
- 1808 год — в Молдавии и Валахии, действовал против турецких войск, а затем состоял секретарём мирного конгресса;
- 1809 год — был на штурме Браилова;
- 1810 год — был отправлен в Дрезден, с поручениями к тамошнему министерству;
- 1811 и 1812 годы — участвовал в войне против турецких войск, в Валахии и за Дунаем, в генеральном сражении под Рущуком; был секретарём конгресса и правителем Военно-походной канцелярии главнокомандующего;
- 1812 год — состоял дежурным при С.-Петербургском ополчении и в должности дежурного генерала при всех действующих армиях; участвовал в генеральном сражении при с. Бородино; состоял авангардным начальником передового корпуса под командой графа Платова, при преследовании и истреблении неприятеля, при чём был ранен пикой в бок;
- 1813 и 1814 годы — состоял в отдельных отрядах и авангардах начальником и, по вступлении во французские пределы, командовал летучим отдельным корпусом; взяв штурмом г. Мелен, положив тем последнюю преграду к движению армии Наполеона из Фонтебло в Париж;
- 1815 год — послан из С.-Петербурга в Париж к государю императору при коем находился до отъезда Его Величества в российские приделы;
- 1831 год — 1 июля, переправившись с 3-м пехотным корпусом через реку Буг в Царство Польское, 12 июля, обложил кр. Замостье, которая, 10 октября, безусловно великодушию государя императора покорилась.